# Gerger
Gerger là một huyện thuộc tỉnh Adıyaman, Thổ Nhĩ Kỳ. Huyện có diện tích 702 km² và dân số thời điểm năm 2007 là 25811 người, mật độ 37 người/km².